# Pavel Blatný (schaker)
Pavel Blatný (22 juni 1968) is een Tsjechisch schaker met FIDE-rating 2351 in 2017. Zijn hoogste rating 2589 bereikte hij in januari 2016. Hij is sinds 1993 een grootmeester (GM). 

## František Blatný
Pavel Blatný komt uit een schaakfamilie. Zijn vader František Blatný (1933 - 2015) was een Internationaal Arbiter en FIDE meester. František Blatný speelde voor Tsjechië bij de Schaakolympiades van 1962 en 1964 (hij was ook aangemeld voor de Schaakolympiade in 1970, maar werd niet ingezet). Ook speelde hij voor Tsjechië bij het Europees schaakkampioenschap voor landenteams in 1957 en 1970. Zijn hoogste historische Elo-rating, januari 1965, werd berekend op 2532.  

## Individuele resultaten
Pavel Blatný werd in 1985 tweede bij het wereldkampioenschap voor junioren tot 20 jaar, twee keer werd hij gedeeld derde bij de Europese kampioenschappen voor junioren in Groningen: 1985/1986 en 1986/1987. Pavel Blatný werd in 1993 grootmeester. Blatný werd in 1988 en 1990 kampioen van Tsjecho-Slowakije, in 1997 en 2000 werd hij kampioen van Tsjechië.
Pavel Blatný eindigde op een hoge plaats in de volgende toernooien: gedeeld 1e/2e in Trnava (1987), gedeeld 1e/2e  in Lenk (1991), gedeeld 1e/2e in Kecskemét (1991), winnaar in Brno (1992), wederom winnaar in Brno (1993), winnaar op het New York Open in New York (1995). Bij het 28e World Open in Philadelphia (2000) eindigden acht spelers met 7 pt. uit 9, onder wie Pavel Blatný; het toernooi werd na de tie-break gewonnen door Joel Benjamin. Verdere resultaten: gedeeld 1e/6e op het Foxwoods Open in Ledyard in Connecticut (2003), winnaar in Oklahoma (2004) en winnaar in Litomyšl (2005). 

## Resultaten met schaakteams

### Nationale team
Blatný nam tussen 1988 en 2000 drie keer met het team van Tsjechoslowakije en vier keer met het team van Tsjechië deel aan de Schaakolympiade, hij behaalde daarmee 24 pt. uit 51. Tussen 1989 en 1997 nam hij driemaal deel aan de Europese schaakkampioenschappen voor landenteams.

### Schaakverenigingen
In de Tsjechische bondscompetitie speelde Blatný van 1993 tot 1995 voor ŠK Dům armády Prag, van 1996 tot 2000 voor ŠK DP Mladí Prag, van 2000 tot 2007 voor ŠK Hagemann Opava, waarmee hij in 2002 en 2004 kampioen werd, en van 2010 tot 2015 für TJ Tatran Litovel. In seizoen 2015/16 speelde hij voor ŠK Duras BVK. In de Duitse bondscompetitie speelde Blatný van 1994 tot 1998 voor Werder Bremen. In de Oostenrijkse bondscompetitie speelde hij van 1990 tot 1993 en van 1996 tot 2003 voor SK Hietzing Wien, van 2011 tot 2013 voor SK Zwettl.  

## Pokeren
Pavel Blatný is ook actief als pokerspeler, hij deed ooit de uitspraak It’s definitely all poker for me now. Op de Tsjechische All Time Money List heeft hij 5e gestaan met zijn winst van 58.690 $, in augustus 2016 stond hij 106e. 

## Externe koppelingen
- (en)   Informatie over schaakpartijen van Pavel Blatný op ChessGames.com
- (en)   Informatie over schaakpartijen van Pavel Blatný op 365chess.com
- (en)  FIDE-ratinggegevens voor Pavel Blatný